# Mimoscina setosa
Mimoscina setosa is een vlokreeftensoort uit de familie van de Mimoscinidae. De wetenschappelijke naam van de soort is voor het eerst geldig gepubliceerd in 1930 door K.H. Barnard.